# 李曹秀群
李曹秀群博士，CBE，JP（1908年7月22日—2005年6月2日），本名曹秀群，又稱為李樹培夫人。祖籍福建廈門附近的海澄豆巷社村。父親年青時到越南謀生, 在當地與一位林姓商人的女兒結婚。曹秀群生於越南西貢（今胡志明市），香港女政治人物，就讀聖士提反女子中學，上海滬江大學工商管理科首批女畢業生之一。是立法局的第一位女議員，推動香港通過婚姻修訂立案，廢除納妾制度，實行一夫一妻制。
她1934年大學畢業後，回到香港工作, 任職銀行的英文秘書。1938年參與創辦香港中國婦女會,投身救助戰爭難民及婦女工作。戰時與家人先後逃往澳門、桂林、重慶等地避亂。和平後重返香港, 繼續服務社會, 參與創辦國際婦女會、推動基督教女青年會和家庭計劃指導會的工作。1947年獲委任為女太平紳士。1958年獲M.B.E.勳銜。1964年至1969年獲委任為市政局議員。1966年至1973年獲委任為立法局議員。1964年獲O.B.E.勳銜。1974年獲C.B.E.勳銜，是香港第一位獲授C.B.E.勳銜的女性。就讀中學時，為消除學校的階級觀念，與同學們發起爭取要有校服，主動設計了現在的藍色長衫，並把計劃書遞到校方，使聖士提反女子中學成為第一所以藍色長衫作為校服的學校。後來，多間中學仿效以藍色長衫作為校服。聖士提反女子中學的金禧樓亦以李曹秀群博士來命名，全名為「李曹秀群金禧樓」。
李樹培夫人在2005年6月2日於香港逝世，終年96歲。生前曾於1969年獲香港大學頒授榮譽博士學位。